# Банда, Джойс
Джойс Хи́льда Ба́нда (англ. Joyce Hilda Banda; род. 12 апреля 1950[…], Зомба) — президент Малави с 5 апреля 2012 года по 31 мая 2014 года.

## Биография
До большой политики была педагогом и активисткой движения за права женщин.
В 2006—2009 годах — министр иностранных дел Малави.
В 2009 году избрана первым вице-президентом Малави в связке с президентом Бингу ва Мутарика; первая женщина-вице-президент в истории страны.
В 2010 году исключена из президентской Демократической прогрессивной партии.
После смерти президента Бингу ва Мутарика, 7 апреля 2012 года приняла присягу в качестве главы государства, став первой женщиной-президентом в истории страны.
Через два года в Малави проходили очередные президентские выборы, в которых принимала участие и президент страны. Однако она потерпела сокрушительное поражение и пыталась аннулировать результаты выборов. Но Верховный суд Малави не поддержал это решение и в последний день весны 2014 года её на посту президента Малави сменил Питер Мутарика.